# Heinrich-Heine-Denkmal (Berlin)

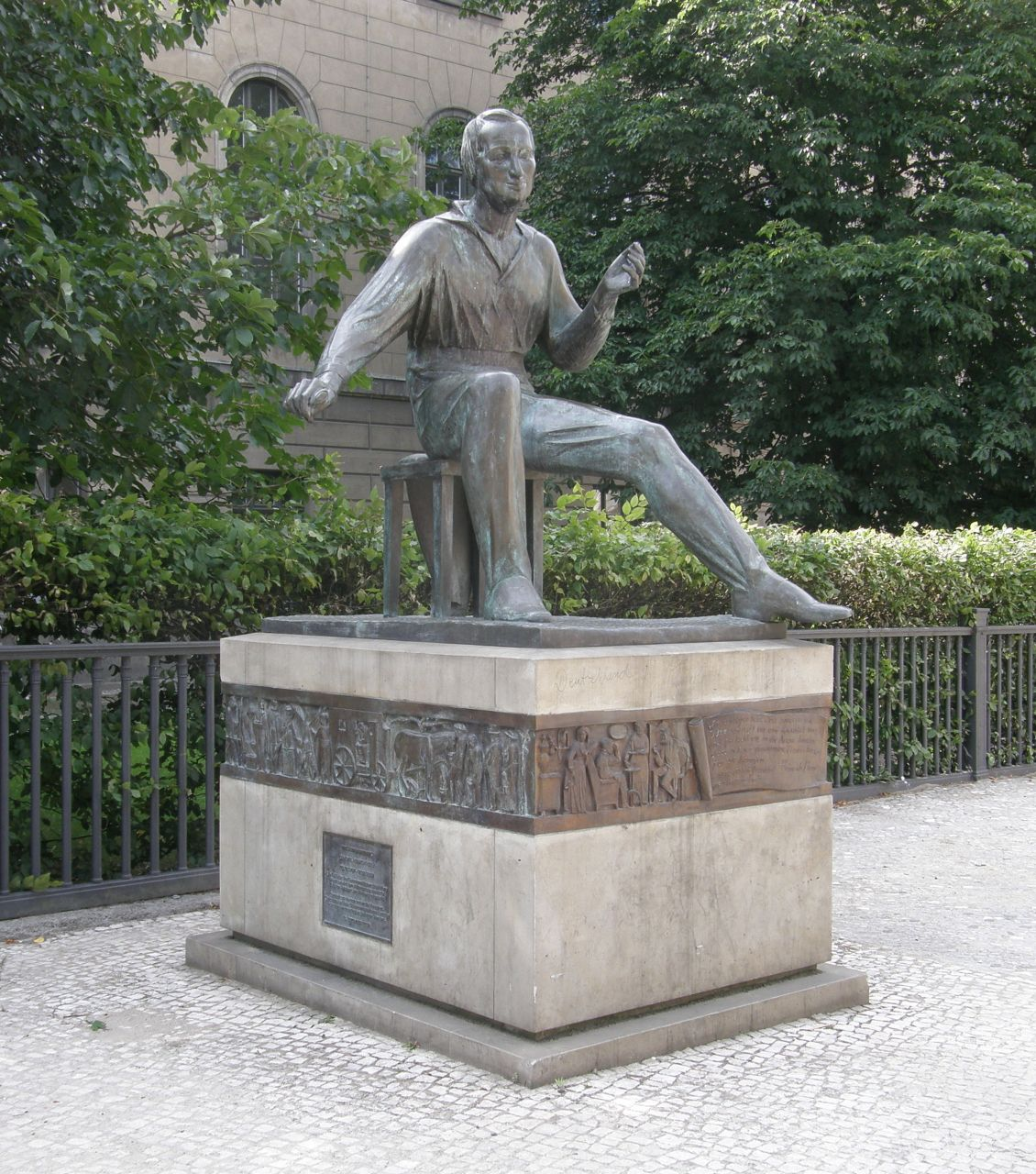
Neuguss vor der Humboldt-Universität, 2008

Das Heinrich-Heine-Denkmal in Berlin ist eine 1955 geschaffene Bronzeplastik des Bildhauers Waldemar Grzimek. Sie gilt als eine der künstlerisch herausragenden Plastiken der frühen DDR und ist in zwei Ausführungen an zwei verschiedenen Orten in Berlin-Mitte aufgestellt: Seit 1958 steht der erste Bronzeguss im Volkspark am Weinbergsweg, seit 2002 steht zusätzlich ein Neuguss östlich der Humboldt-Universität am Kastanienwäldchen – jeweils vorausgegangen war ein größerer kulturpolitischer Streit um den Standort. Das dem Dichter Heinrich Heine (1797–1856) gewidmete Denkmal steht seit 2010 auch in einer dritten Ausführung an der Kunsthalle Bremen.

## Das Denkmal
Die Figur Heines ist überlebensgroß ausgeführt, sitzend und in schlichter Kleidung, mit auseinandergestellten Beinen und weit ausgreifenden Armen. Den Kopf unbedeckt, ist das freundlich blickende Gesicht leicht zur Seite gewendet. Die Haltung der Figur soll

„den ganzen Menschen erfassen, den aggressiven, kritischen und ironischen Heine, den Freiheitskämpfer, den Lyriker und den Leidenden […]. Die spannungsreichen ausladenden Bewegungen, das knappe, fast federnde Sitzen verkörpern die Spannkraft und Vitalität, das Beredte und Spritzige in Heines Vortrag.“

Die Plastik samt rechteckiger Plinthe steht auf einem quaderförmigen Sockel aus Muschelkalk, dessen obere Hälfte ein bronzenes Bilderrelief umläuft. Darauf abgebildet sind figürliche Szenen aus Heines Leben und Werk sowie auf der Vorderseite eine Inschrift mit den Worten:

„Wir ergreifen keine Idee, sondern die / Idee ergreift uns und knechtet uns und peitscht uns in die Arena hinein, dass / Wir wie gezwungene Gladiatoren für sie kämpfen.“

Bei dem Denkmal handelt es sich um die 1955 von Grzimek überarbeitete, sogenannte Zweite Fassung der Plastik, eine ähnliche Erste Fassung datiert auf das Jahr 1954. Der originale Gipsabdruck wird im Gerhard-Marcks-Haus in Bremen bewahrt, das den Nachlass Grzimeks verwaltet.

## Standorte

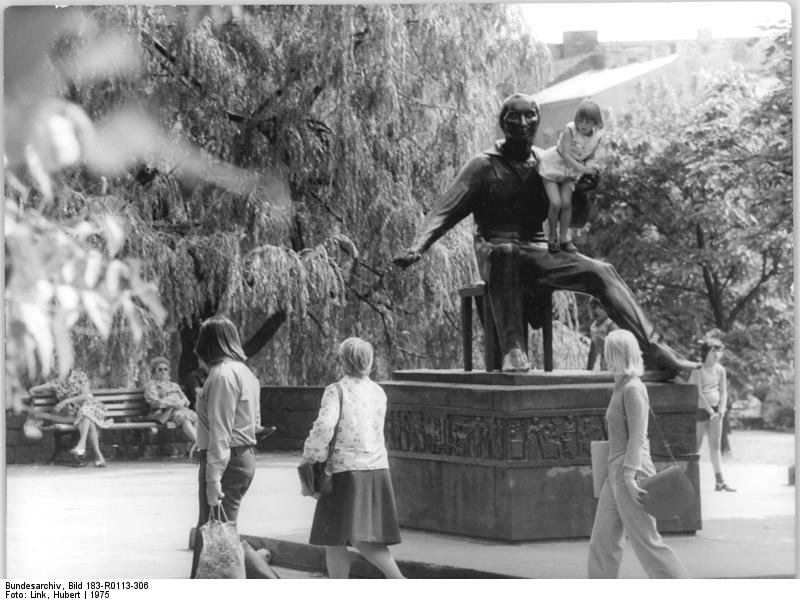
Im Volkspark am Weinbergsweg, 1975

- 1956 wurde der Erstguss der Zweiten Fassung zunächst öffentlich unzugänglich auf der Berliner Museumsinsel südlich des Pergamonmuseums am Kupfergraben gegenüber dem Magnus-Haus aufgestellt, dem heutigen Ort der James-Simon-Galerie. Im Februar 1958 wurde das Denkmal aus dem historischen Stadtzentrum entfernt und an seinen heutigen Standort im Volkspark am Weinbergsweg umgesetzt. ⊙

- Seit 2002 steht ein Neuguss der Plastik an der Straße Am Festungsgraben vor dem Ostflügel der Humboldt-Universität gegenüber dem Kastanienwäldchen an der ehemaligen Nordrampe des Lindentunnels. ⊙

- Ein weiterer Neuguss befindet sich seit 2010 am Altenwall westlich der Kunsthalle Bremen.[3] ⊙

- Die ältere, sehr ähnliche Erste Fassung des Denkmals von Waldemar Grzimek steht seit dem 18. Februar 1956 im Heinrich-Heine-Park von Ludwigsfelde südlich von Berlin.[4] ⊙

## Geschichte

### Streit um Denkmal und Standort, 1956
Von 1949 bis 1954 arbeitete Grzimek an der Plastik für das Heinrich-Heine-Denkmal, zuletzt im Auftrag des Kulturfonds von Groß-Berlin. Im Mai 1955 in der Akademie der Künste erstmals ausgestellt, wurde das Denkmal zum 100. Todestag des Dichters am 18. Februar 1956 im Heinrich-Heine-Park in Ludwigsfelde enthüllt. Der Magistrat von Berlin beschloss, ein gleiches Denkmal an zentralem Ort in Berlin zwischen der Neuen Wache und dem Palais am Festungsgraben aufzustellen. Allerdings stieß Grzimeks Denkmalentwurf auf Ablehnung der Funktionäre im zuständigen Kulturfonds, die sich „ein repräsentatives deutsches Heine-Denkmal“ wünschten, auch die 1955 von Grzimek überarbeitete Zweite Fassung des Denkmals wurde abgelehnt:

„[Es wird] sich nicht um ein Bildnis des Jünglings Heine handeln können, sondern um den großen Sänger des deutschen Vormärz, [der] mit Marx und Engels freundschaftlich verkehrte. […] Es ist unser Pech, daß die „Reminiszenzen“, die [Grzimek] geleitet haben, nicht mit den Vorstellungen übereinstimmen, die sich das deutsche Volk […] und die große Zahl der Heine-Freunde in aller Welt von Heine machen […] das erste große deutsche Heine-Denkmal im Herzen Berlins muß doch wohl anders aussehen!“

Mehrere Kunstinstitutionen reagierten mit äußerst heftiger Kritik: Gustav Seitz, Gründungsmitglied der Akademie der Künste nannte Victors Behauptungen eine „glatte Verleumdung“ voller „grausamer Überheblichkeit“ auch der spätere Vizepräsident der Akademie Fritz Cremer protestierte „auf das heftigste“ und nannte Victor einen absolutistischen und unmarxistischen „Kunstverderber“.

„Wie oft wurde doch „im Namen des Volkes“ gesündigt und wird es immer wieder. […] Regierung und Oberbürgermeister haben Fachkommissionen gebildet. […] In voller Verantwortlichkeit und dankbar für eine so gute Arbeit wurde die Aufstellung der Plastik bejaht. Unsere besten Bildhauer stimmen zu. Wer zum Teufel ist befugter als sie in einer solchen Frage?“

Letztlich verweigerte der Kulturfonds das Aufstellen am geplanten Ort – das Denkmal verschwand zunächst auf eine öffentlich nicht zugängliche Baustelle auf der Berliner Museumsinsel und stand knapp zwei Jahre am Kupfergraben südlich des Pergamonmuseums, bevor es 1958 ohne Feierlichkeiten einen Platz im damals neuangelegten Volkspark am Weinbergsweg erhielt. Die später unter Denkmalschutz gestellte Figur Grzimeks gilt heute als eine der herausragenden künstlerischen Plastiken der frühen DDR.

### Streit um die Kopie 1998
Knapp 40 Jahre nach dem ersten Streit schlug Christoph Stölzl, damals Chef des Deutschen Historischen Museums vor, eine Kopie des Heine-Denkmals nördlich der Neuen Wache aufzustellen. Das Denkmal gehöre „an den Platz, für den es ursprünglich gedacht war.“ Widerstand kam zunächst von Simone Hain vom Landesdenkmalamt und dem damaligen Baustadtrat Thomas Flierl. Dieser sah eine Gefahr, dass „durch Duplizierung des Kunstwerks Geschichte geheilt“ werde:

„Wenn ein neuer Bronze-Guß aufgestellt wird, geht die Geschichte, wie der Künstler gedemütigt und erniedrigt wurde, verloren.“

Ende 1998 der wurde die Decke des Lindentunnels zwischen Humboldt-Universität und Neuer Wache verschlossen und damit die Fläche des heutigen Platz der Märzrevolution vergrößert, gleichzeitig sagte der Mäzen und Unternehmer Peter Dussmann zu, einen Neuguss des Denkmals zu finanzieren. Es dauerte weitere vier Jahre, bis am 13. Dezember 2002 – dem 205. Geburtstag Heines – die Kopie aufgestellt werden konnte, sie fand ihren Platz schließlich vor dem Ostflügel der Universität an der ehemaligen Nordrampe des Lindentunnels.

### Lyrik
- Peter Hacks: Der Heine auf dem Weinbergsweg. (1974) Aus dem Zyklus: Märkisches Museum. In: Peter Hacks: Die Gedichte. Aufbau Verlag, Berlin und Weimar 1988, S. 213. ISBN 978-3-351-00364-7